# Bitwa o Saint-Mihiel
Bitwa o Saint-Mihiel – duża bitwa I wojny światowej stoczona w dniach 12–15 września 1918 roku z udziałem Amerykańskich Sił Ekspedycyjnych (AEF) i 110 tysięcy żołnierzy francuskich pod dowództwem generała Johna J. Pershinga przeciwko wojskom niemieckim. W bitwie znaczącą rolę odegrało amerykańskie lotnictwo wojskowe.

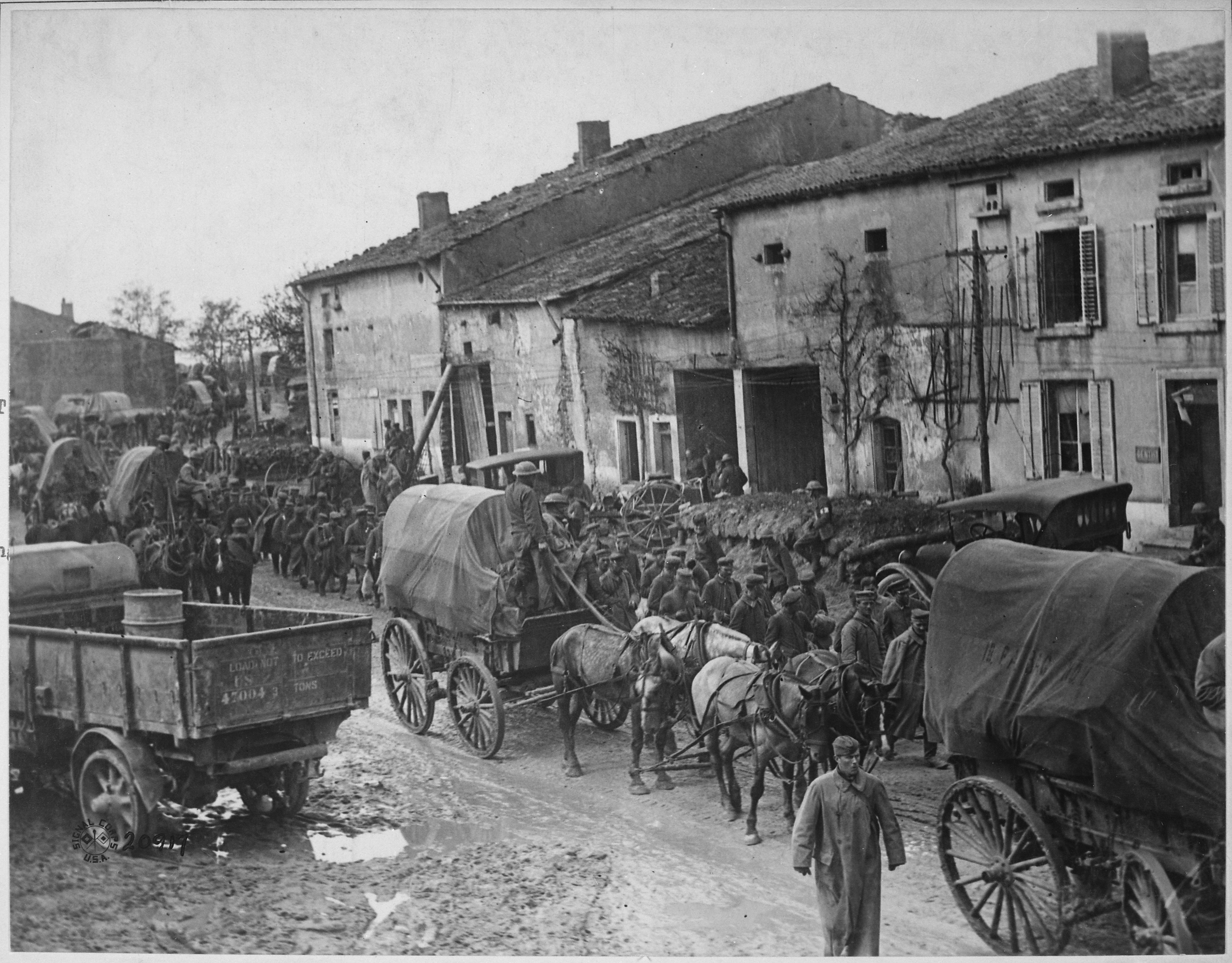
Kolumny niemieckich jeńców wziętych do niewoli przez Amerykanów pierwszego dnia szturmu na występ Saint-Mihiel, maszerujących w deszczu w kierunku przygotowanych dla nich prowizorycznych obozów w Ansauville

Atak na występ Saint-Mihiel był częścią planu Pershinga, który chciał przełamać linie niemieckie i zdobyć ufortyfikowane miasto Metz. Była to pierwsza duża ofensywa przeprowadzona głównie siłami Armii Stanów Zjednoczonych w I wojnie światowej. Uderzenie zastało Niemców w trakcie wycofywania się, co oznaczało, że ich artyleria nie znajdowała się na pozycjach strzeleckich, a amerykański atak, wymierzony w kierunku zdezorganizowanych sił niemieckich, okazał się skuteczniejszy niż oczekiwano. Bitwa o Saint-Mihiel ugruntowała pozycję armii amerykańskiej w oczach sojuszników francuskich i brytyjskich, a także ponownie zademonstrowała kluczową rolę artylerii podczas I wojny światowej i trudności w zaopatrywaniu tak potężnych armii, gdy te znajdowały się w ruchu. Amerykańskie natarcie załamało się, ponieważ artyleria i zapasy żywności pozostały z tyłu na błotnistych drogach. Atak na Metz nie został zrealizowany, ponieważ Naczelny Dowódca Aliantów marszałek Ferdinand Foch nakazał wojskom amerykańskim marsz w kierunku Sedanu i Mézières, co doprowadziło do ofensywy w Meuse-Argonne.